# CD Árabe Unido
Der Club Deportivo Árabe Unido ist ein panamaischer Fußballverein mit Sitz in der Stadt Colón.

## Geschichte
Der Klub wurde ursprünglich lose im Jahr 1990 von arabischen Einwanderern als Club Atlético Argentina gegründet. Während sich die Mannschaft in den darauffolgenden Jahren in der Ligenhierachie nach oben arbeitete, kam es im Jahr 1994 zur Gründung einer zweiten rivalisierenden Liga LINFONA neben der bereits existierenden ANAPROF. Die Gründung dieser Liga nutzte der Klub aus, um als offiziell gegründeter CD Árabe Unido in die Erstklassigkeit aufzusteigen. In den beiden Saisons hier, gewann der Klub beide Titel. Nach dem Jahr 1996 wurde die Liga wieder aufgelöst und Árabe wechselte in die fortgeführte ANAPROF.
Die nächste Meisterschaft gelang in der Saison 1998/99 und nach der Umstellung auf Apertura und Clausura gelang 2001 in beiden Ausspielungen der Titel. In den nächsten Jahren gewann man weitere Meisterschaften, zuletzt die Apertura 2016.

## Erfolge
- Liga Nacional de Fútbol No Aficionado
  - 1994/95, 1995/96

- Liga Panameña de Fútbol
  - 1998/99, Apertura 2001, Clausura 2001, Apertura 2002, Apertura 2004, Clausura 2004, Clausura 2008, Apertura 2009, Clausura 2010, Apertura 2012, Clausura 2015, Apertura 2015, Apertura 2016